# Saint-Julien-du-Gua
 Saint-Julien-du-Gua  es una población y comuna francesa, ubicada en la región de Ródano-Alpes, departamento de Ardèche, en el distrito de Privas y cantón de Saint-Pierreville.

## Demografía
| 366 | 316 | 262 | 216 | 187 | 174 |
| Para los censos de 1962 a 1999 la población legal corresponde a la población sin duplicidades (Fuente: INSEE [Consultar]) |     |     |     |     |     |